# Dasypogon longus
Dasypogon longus là một loài ruồi trong họ Asilidae. Dasypogon longus được Macquart miêu tả năm 1838. Loài này phân bố ở vùng Cổ Bắc giới.